# Aspangberg-St. Peter
Aspangberg-St. Peter ist eine Gemeinde mit 1850 Einwohnern (Stand 1. Jänner 2025) im Bezirk Neunkirchen in Niederösterreich.

## Geographie
Aspangberg-St. Peter liegt im Industrieviertel in Niederösterreich. Das Gemeindegebiet umfasst das Einzugsgebiet des Großen Pestingbaches. Einen Teil der Nordgrenze bildet der Feistritzbach, der nach der Vereinigung mit dem Großen Pestringbach zur Pitten wird. Hier liegt mit 440 Meter über dem Meer der tiefste Punkt der Gemeinde. Der höchste Punkt ist im Westen der Hochwechsel (1743 m).
Die Fläche der Gemeinde umfasst 81,49 Quadratkilometer. Davon sind 22 Prozent landwirtschaftliche Nutzfläche, 70 Prozent der Fläche sind bewaldet.

### Gemeindegliederung
Das Gemeindegebiet gliedert sich in elf Ortsteile, hier auch Rotten genannt (in Klammern Einwohnerzahl Stand 1. Jänner 2025):
- Außeraigen (136)
- Hottmannsgraben
- Hoffeld (335)
- Höll (350)
- Inneraigen (130)
- Königsberg (131)
- Langegg (209)
- Neustift am Alpenwalde (31)
- Neustift am Hartberg (81)
- Neuwald (432)
- Sonneck (15)

Das Gemeindegebiet umfasst vier Katastralgemeinden (Fläche Stand 31. Dezember 2023):
- Großes Amt (2.130,56 ha)
- Kleines Amt (2.114,6 ha)
- Neustift am Alpenwald (1.779,6 ha)
- Neuwald (2.123,98 ha)

Das namensgebende St. Peter am Wechsel ist ein Kirchweiler in der Katastralgemeinde Neuwald.

### Nachbargemeinden
Das Gemeindegebiet umschließt die Gemeinde Aspang-Markt als zentralen Ort vollständig.
| Trattenbach                             | Kirchberg St. Corona am Wechsel             | Feistritz am Wechsel |
| Rettenegg (WZ) Waldbach-Mönichwald (HF) | Kompassrose, die auf Nachbargemeinden zeigt | Thomasberg           |
| Sankt Lorenzen am Wechsel (HF)          | Pinggau (HF) Mönichkirchen                  | Zöbern               |

## Geschichte

Der Westen der Gemeinde mit St. Peter, Neuwald, Neustift, Großem Amt nördlich von Mönichkirchen (rechts unten) um 1873 (Aufnahmeblatt der Landesaufnahme)

Im Altertum war das Gebiet Teil der Provinz Noricum.
Im April 1941 war die ehemalige Halte- und Ladestelle Mönichkirchen (Mitteregg, heutiges Gemeindegebiet von Aspangberg-St. Peter) Sitz von Hitlers „Führerhauptquartier Frühlingssturm“. Das alte Aufnahmsgebäude der Wechselbahn steht heute unter Denkmalschutz (Listeneintrag).
Mit der NÖ. Kommunalstrukturverbesserung wurde zum 1. Jänner 1971 die Gemeinden Aspangberg und St. Peter am Wechsel zur Gemeinde Aspangberg-St. Peter zusammengelegt.

### Bevölkerungsentwicklung
| Aspangberg-St. Peter: Einwohnerzahlen von 1869 bis 2025 | Aspangberg-St. Peter: Einwohnerzahlen von 1869 bis 2025 | Aspangberg-St. Peter: Einwohnerzahlen von 1869 bis 2025 | Aspangberg-St. Peter: Einwohnerzahlen von 1869 bis 2025 | Aspangberg-St. Peter: Einwohnerzahlen von 1869 bis 2025 |
| ------------------------------------------------------- | ------------------------------------------------------- | ------------------------------------------------------- | ------------------------------------------------------- | ------------------------------------------------------- |
| Jahr                                                    |                                                         |                                                         |                                                         | Einwohner                                               |
| 1869                                                    | 1869                                                    |                                                         | 2.262                                                   | 2.262                                                   |
| 1880                                                    | 1880                                                    |                                                         | 2.309                                                   | 2.309                                                   |
| 1890                                                    | 1890                                                    |                                                         | 2.158                                                   | 2.158                                                   |
| 1900                                                    | 1900                                                    |                                                         | 2.121                                                   | 2.121                                                   |
| 1910                                                    | 1910                                                    |                                                         | 2.478                                                   | 2.478                                                   |
| 1923                                                    | 1923                                                    |                                                         | 2.358                                                   | 2.358                                                   |
| 1934                                                    | 1934                                                    |                                                         | 2.442                                                   | 2.442                                                   |
| 1939                                                    | 1939                                                    |                                                         | 2.271                                                   | 2.271                                                   |
| 1951                                                    | 1951                                                    |                                                         | 2.089                                                   | 2.089                                                   |
| 1961                                                    | 1961                                                    |                                                         | 1.969                                                   | 1.969                                                   |
| 1971                                                    | 1971                                                    |                                                         | 1.955                                                   | 1.955                                                   |
| 1981                                                    | 1981                                                    |                                                         | 2.013                                                   | 2.013                                                   |
| 1991                                                    | 1991                                                    |                                                         | 2.146                                                   | 2.146                                                   |
| 2001                                                    | 2001                                                    |                                                         | 2.013                                                   | 2.013                                                   |
| 2011                                                    | 2011                                                    |                                                         | 1.882                                                   | 1.882                                                   |
| 2021                                                    | 2021                                                    |                                                         | 1.892                                                   | 1.892                                                   |
| 2025                                                    | 2025                                                    |                                                         | 1.850                                                   | 1.850                                                   |
| Quelle(n): Statistik Austria, Gebietsstand 1.1.2021     |                                                         |                                                         |                                                         |                                                         |

### Religion
Nach den Daten der Volkszählung 2001 waren 90,8 % der Einwohner römisch-katholisch, 1,3 % evangelisch, 1,6 % Muslime, 0,2 % gehörten orthodoxen Kirchen an. 4,5 % der Bevölkerung hatten kein religiöses Bekenntnis.

## Kultur und Sehenswürdigkeiten

### Bauwerke

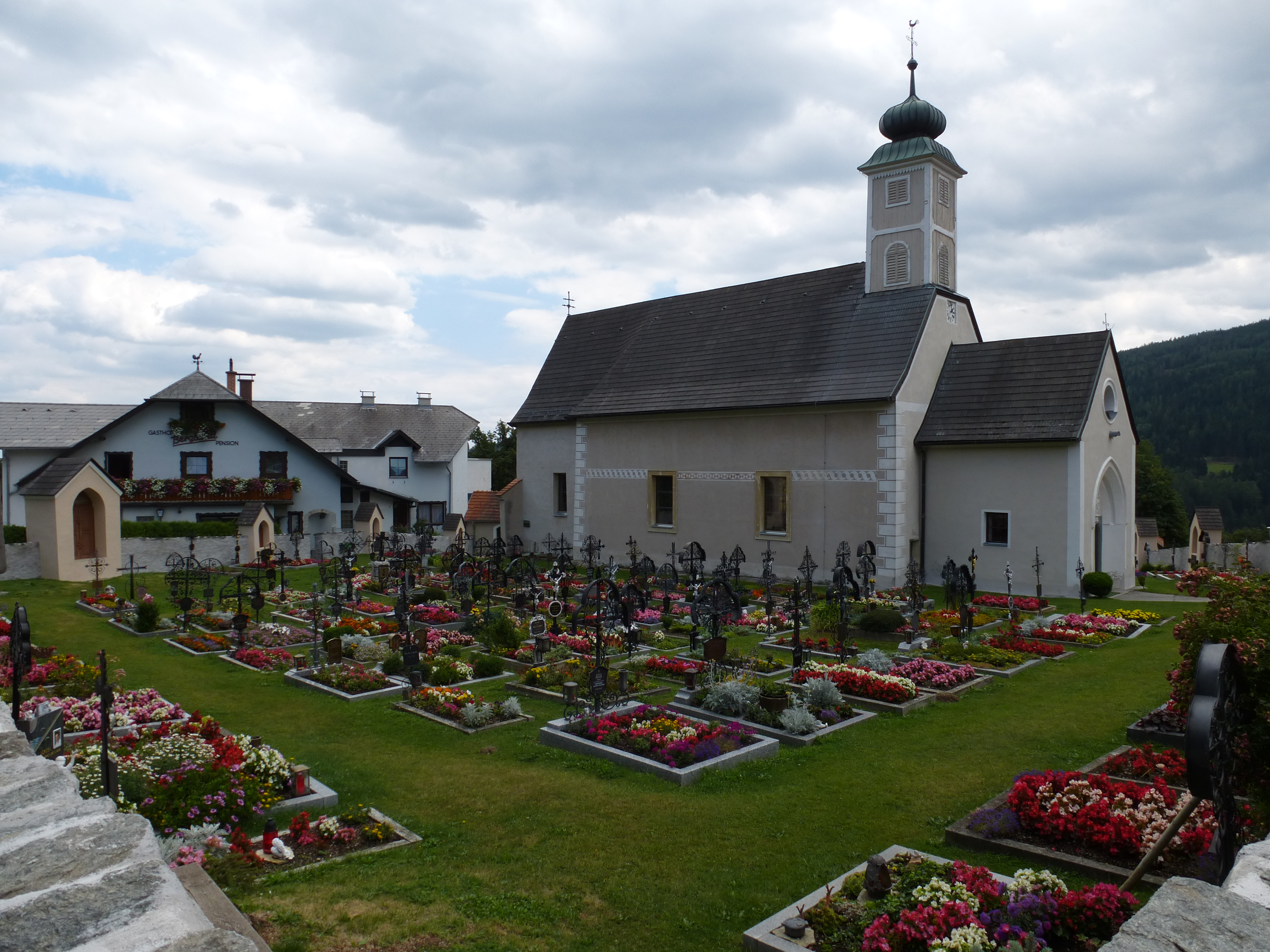
Pfarrkirche St. Peter am Neuwald

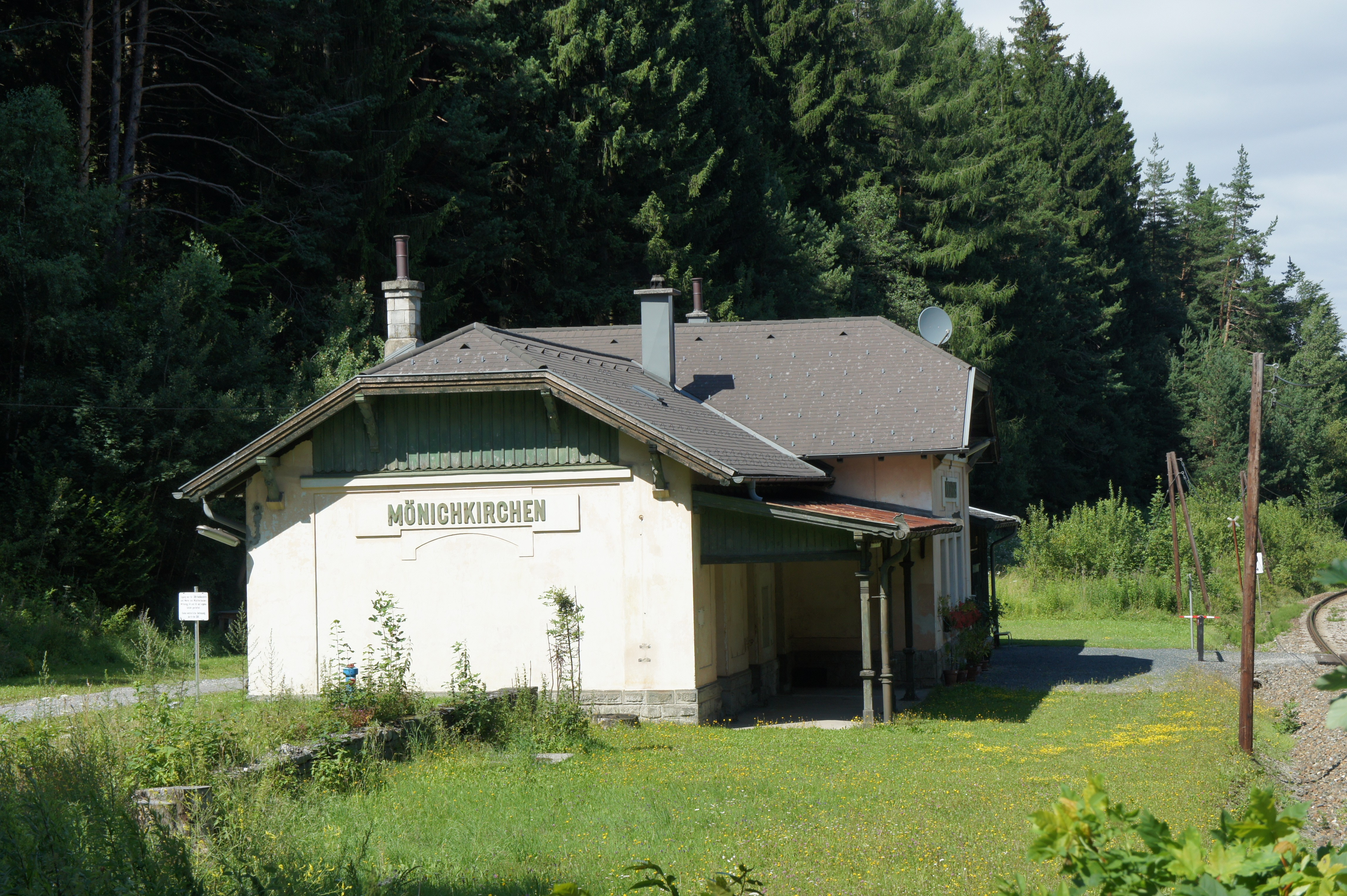
Aufgelassener Bahnhof Mönichkirchen

- Katholische Pfarrkirche St. Peter am Neuwald
- Aufgelassener Bahnhof Mönichkirchen

### Vereine
- Sportunion Mariensee
- Freiwillige Feuerwehr Mariensee
- Musikkapelle Aspangberg – St. Peter

## Wirtschaft und Infrastruktur
Im Jahr 2001 gab es 61 nichtlandwirtschaftliche Arbeitsstätten, nach der Erhebung 1999 gab es 150 land- und forstwirtschaftliche Betriebe. Die Zahl der Erwerbstätigen am Wohnort betrug 918 nach der Volkszählung 2001, die Erwerbsquote lag 2001 bei 47 Prozent.

### Wirtschaftssektoren
Von den 141 landwirtschaftlichen Betrieben des Jahres 2010 waren 57 Haupterwerbsbauern. Diese bewirtschafteten zwei Drittel der Flächen. Im Produktionssektor arbeiteten 122 der 172 Erwerbstätigen in der Bauwirtschaft. Die wichtigsten Arbeitgeber des Dienstleistungssektors waren die Bereiche soziale und öffentliche Dienste (122), Handel (35) und Beherbergung und Gastronomie (32 Mitarbeiter).
| Wirtschaftssektor            | Anzahl Betriebe | Anzahl Betriebe | Erwerbstätige | Erwerbstätige |
| Wirtschaftssektor            | 2011            | 2001            | 2011          | 2001          |
| ---------------------------- | --------------- | --------------- | ------------- | ------------- |
| Land- und Forstwirtschaft 1) | 141             | 150             | 111           | 115           |
| Produktion                   | 13              | 8               | 172           | 158           |
| Dienstleistung               | 76              | 53              | 225           | 156           |

1) Betriebe mit Fläche in den Jahren 2010 und 1999
| Im Jahr 2011 lebten 924 Erwerbstätige in Aspangberg-St. Peter. Davon arbeiteten 234 in der Gemeinde, beinahe drei Viertel pendelten aus. - Inmitten des Gemeindegebiets gibt es zwei kleine Schigebiete – die Schischaukel Mönichkirchen – Mariensee und das Schigebiet St. Corona. | Die zur Anzeige dieser Grafik verwendete Erweiterung wurde dauerhaft deaktiviert. Wir arbeiten aktuell daran, diese und weitere betroffene Grafiken auf ein neues Format umzustellen. (Mehr dazu) |

## Politik

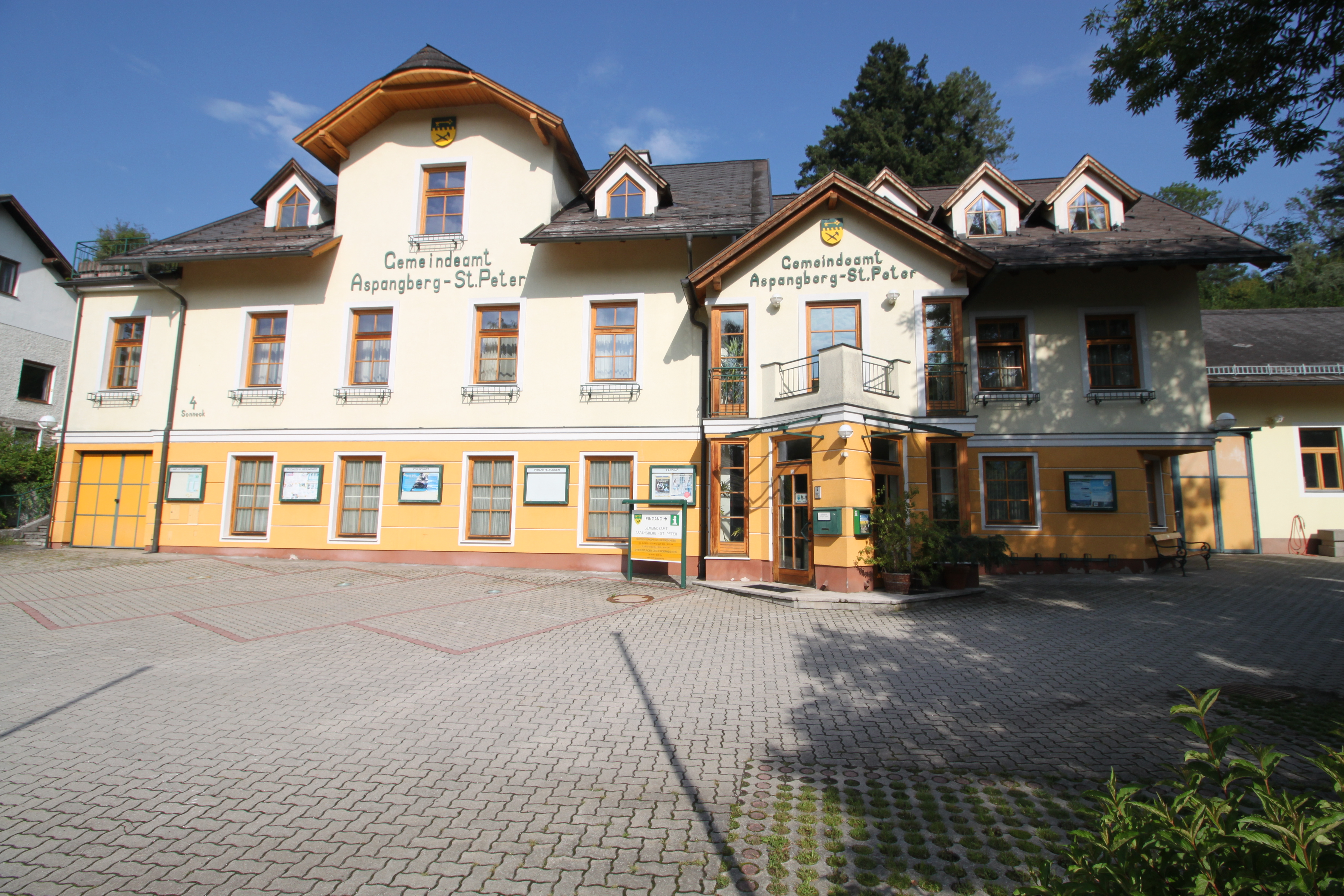
Gemeindeamt

### Gemeinderat
| Seit dem Jahr 2015 hat der Gemeinderat 19 Mitglieder. - 1990: 16 ÖVP und 5 SPÖ - 1995: 14 ÖVP, 4 SPÖ und 3 Bürgerliste Aspangberg-St. Peter - 2000: 15 ÖVP, 4 SPÖ und 2 Bürgerliste Aspangberg-St. Peter - 2005: 16 ÖVP und 5 SPÖ - 2010: 16 ÖVP und 5 SPÖ (21 Mitglieder) - 2015: 15 ÖVP und 4 SPÖ - Mit den Gemeinderatswahlen 2020 hatte der Gemeinderat folgende Verteilung: 15 ÖVP, 3 SPÖ und 1 FPÖ. - Mit den Gemeinderatswahlen 2025 hat der Gemeinderat folgende Verteilung: 15 ÖVP, 2 FPÖ und 2 SPÖ. | Die zur Anzeige dieser Grafik verwendete Erweiterung wurde dauerhaft deaktiviert. Wir arbeiten aktuell daran, diese und weitere betroffene Grafiken auf ein neues Format umzustellen. (Mehr dazu) |

### Bürgermeister
- bis 2005 Alois Schlinter (ÖVP)
- 2005–2019 Josef Bauer (ÖVP)
- seit 2019 Bernhard Brunner (ÖVP)[16]